# 愚連隊の神様、万寿十一伝説 紅蓮
『愚連隊の神様、万寿十一伝説 紅蓮』（ぐれんたいのかみさま、まんじゅとういちでんせつ、ぐれん）は、原作：安部譲二・作画：嶺岸信明による日本の麻雀漫画。『近代麻雀ゴールド』（竹書房）において連載された。大和武士主演で実写化されVHSでオリジナルビデオが2作発売されている。

## あらすじ
昭和30年東京。「鹿十の直」こと矢部直也は親分の命令で万寿十一の元に修行に出されて任侠道を学ぶことになる。某日、万寿の子分が借金をめぐって栗原組との間で諍いが勃発し、その場に居合わせた栗原の兄弟分である黒神会の山本が万寿に勝負を吹っ掛ける。しかしイカサマを見破られ、栗原は逆に莫大な額（50万、現在の1000万に相当）のケジメを取らされる。栗原は収まらず、万寿に麻雀で勝負を挑み、ここに万寿、栗原、山本、白川の4名による終わりなき死闘が開始される。この死闘は万寿が制したが、栗原はしぶとく新たな刺客を送り込む。その刺客は32年間無敗の男・辛だった。辛は戦う内に万寿の侠に惚れ、その身内に迎えられる。だが、新しく開店した白川の雀荘に荒神会の連中が殴りこんだ。万寿は怒り、荒神会の総長・平岩を襲撃。親分を襲われた荒神会は万寿に果し合いを申し込むが、芝浦一家の仲裁が入り、この争いは自らの縄張りを賭けた「二人麻雀役満縛り」で決着することになった。

## 主な登場人物
万寿 十一（まんじゅ とういち）
本作の主人公。かつては「愚連隊の神様」と称された伝説の侠客。看板を背負わず孤高を貫き、心より麻雀を愛する。
矢部 直也（やべ なおや）
加藤昇の命令を受けて万寿の下に修行に出され、任侠道を学ぶことになった若者。通り名は「鹿十の直」（しかとうのなお）。
遠藤 忠義（えんどう ただよし）
万寿の片腕で、番頭を務める。寡黙だが頼りになる昔気質の人物。
山野（やまの）
麻雀を稼業とし、万寿一統の中では代打ち的存在。雀風は腕っこきタイプ。
白川（しらかわ）
堅気の不動産屋。しかし相当の年季が入っており、怖いもの知らずのかなりの金持ち。
栗原（くりはら）
栗原組組長。万寿に仕返ししようとしぶとく勝負を挑み続ける。
山本（やまもと）
黒神会の一員で栗原とは兄弟分。ヒロポン中毒で気が短い武闘派。
国領（こくりょう）
畳屋の若旦那。現在は学生。だが万寿も一目置くほどの勝ちを守りきる麻雀を打てる技量の持ち主。
辛英烈（しんえいれつ）
栗原組が万寿に差し向けた韓国人の刺客。32年間無敗の男で通り名は「ひらっこ辛」。だが万寿の侠に惚れて身内になる。
山田（やまだ）
万寿一統の切り込み隊長。麻雀の腕はダメだが、散弾銃の使い手である。
平岩 敬介（ひらいわ けいすけ）
荒神会総長。新宿一帯を縄張りにしている。かつて万寿の取り込みに失敗している。
鳴海 満州（なるみ まんしゅう）
東大出の元検事。現在は極道。用心深く残虐非道な男。

## オリジナルビデオ
監督：高瀬将嗣、主演：大和武士。全2作。販売元は徳間ジャパンコミュニケーションズ。

### 愚連隊の神様 万寿十一伝説 紅蓮
2002/05/10発売。配信タイトルは「紅蓮 愚連隊の神様 万寿十一伝説」。
- 大和武士 - 主演・万寿十一
- やべきょうすけ - 矢部直也(鹿十の直)
- 宇梶剛士 - 遠藤(万寿の番頭)
- 伊達駿太郎 - 山野(代打ち)
- 柳明日香
- 菅田俊 - 黒神会 鬼沢
- 清水健太郎
- ジョニー大倉
- 田口計 - 栗原組 栗原組長
- 安部譲二(特別出演)
- 桜井章一(特別出演)

### 愚連隊の神様 万寿十一伝説 紅蓮 〜大陸からの刺客〜
2002/06/28発売。配信タイトルは「紅蓮II 愚連隊の神様 万寿十一伝説 〜大陸からの刺客〜」
- 大和武士 - 主演・万寿十一
- やべきょうすけ
- 宇梶剛士
- 伊達駿太郎
- 川本淳市
- 柳明日香
- 小沢和義 - 辛英烈(ひらっこ辛)
- 清水健太郎
- 名高達男(特別出演)
- 安部譲二(特別出演)